# Костобе (Байзацький район)
Костобе́ (каз. Қостөбе) — село у складі Байзацького району Жамбильської області Казахстану. Входить до складу Костюбинського сільського округу.
До 1993 року село називалось Головановка.
Населення — 2056 осіб (2021; 1553 у 2009, 1511 у 1999, 1399 у 1989).